# Le Castella
Le Castella (ou Punta della Castella) est une frazione de la municipalité italienne Isola di Capo Rizzuto de la province de Crotone en Calabre. 
,.

## Géographie
Le village est situé sur la côte ionienne de la Calabre, à l'extrémité orientale du golfe de Squillace, à 10 km d'Isola di Capo Rizzuto, 20 km de Crotone et à 40 km de Catanzaro.
Village côtier connu principalement pour la forteresse de La Castella entourée par la mer et ses côtes constituées de plages et de falaises de divers types. La flore et la faune marines sont protégées par l'Aire marine protégée de Capo Rizzuto, la plus grande d'Italie.

## Histoire

### Monuments et lieux d'intérêt
- La Forteresse de Le Castella [3]
- Les anciennes tours de guet ; Torre Brasolo et Torre Ritani

### Archéologie subaquatique
Les vestiges retrouvés corroborent également les rapports anciens qui se sont poursuivis jusqu'à la fin du Moyen Âge d'un ancien archipel submergé. Ils sont exposés dansle petit musée de la Tour de Nao.
Près de la forteresse, à une profondeur de 4 à 5 mètres, se trouve une zone archéologique qui témoigne du changement hydrogéologique survenu au fil du temps et qui a également impliqué des habitations ; il y a deux horrea (entrepôt antique), escaliers en pierre, bassins pour collecter l'eau, des rochers de grès sculptés pour extraire des blocs pour la construction et des vestiges des murs du château lui-même. Diverses épaves de différentes époques sont disséminées dans les eaux environnantes du village.

## Galerie

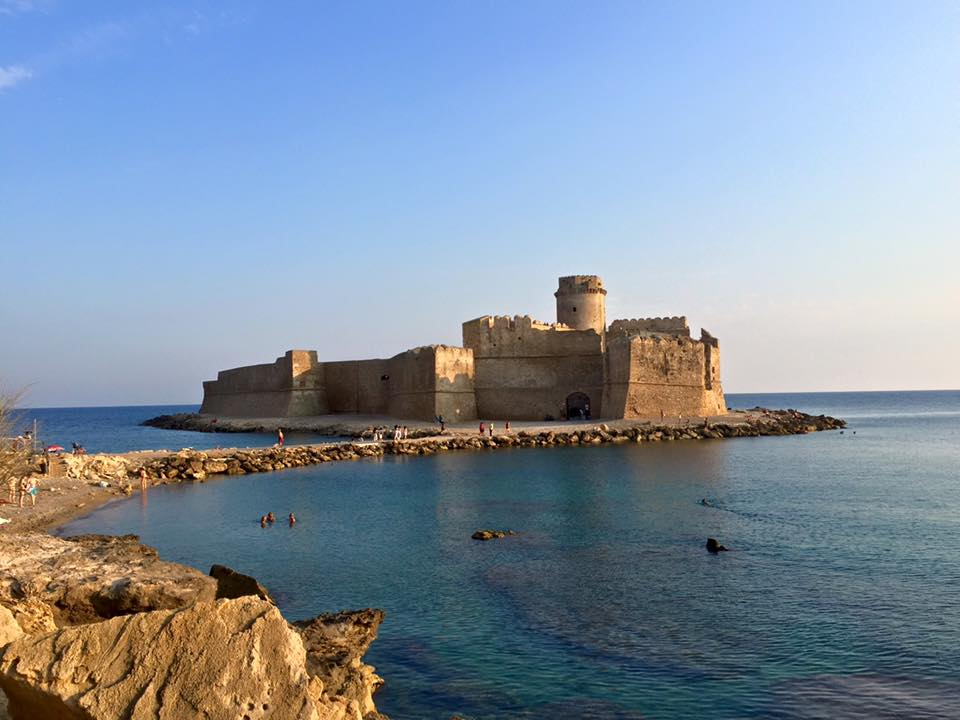
La forteresse
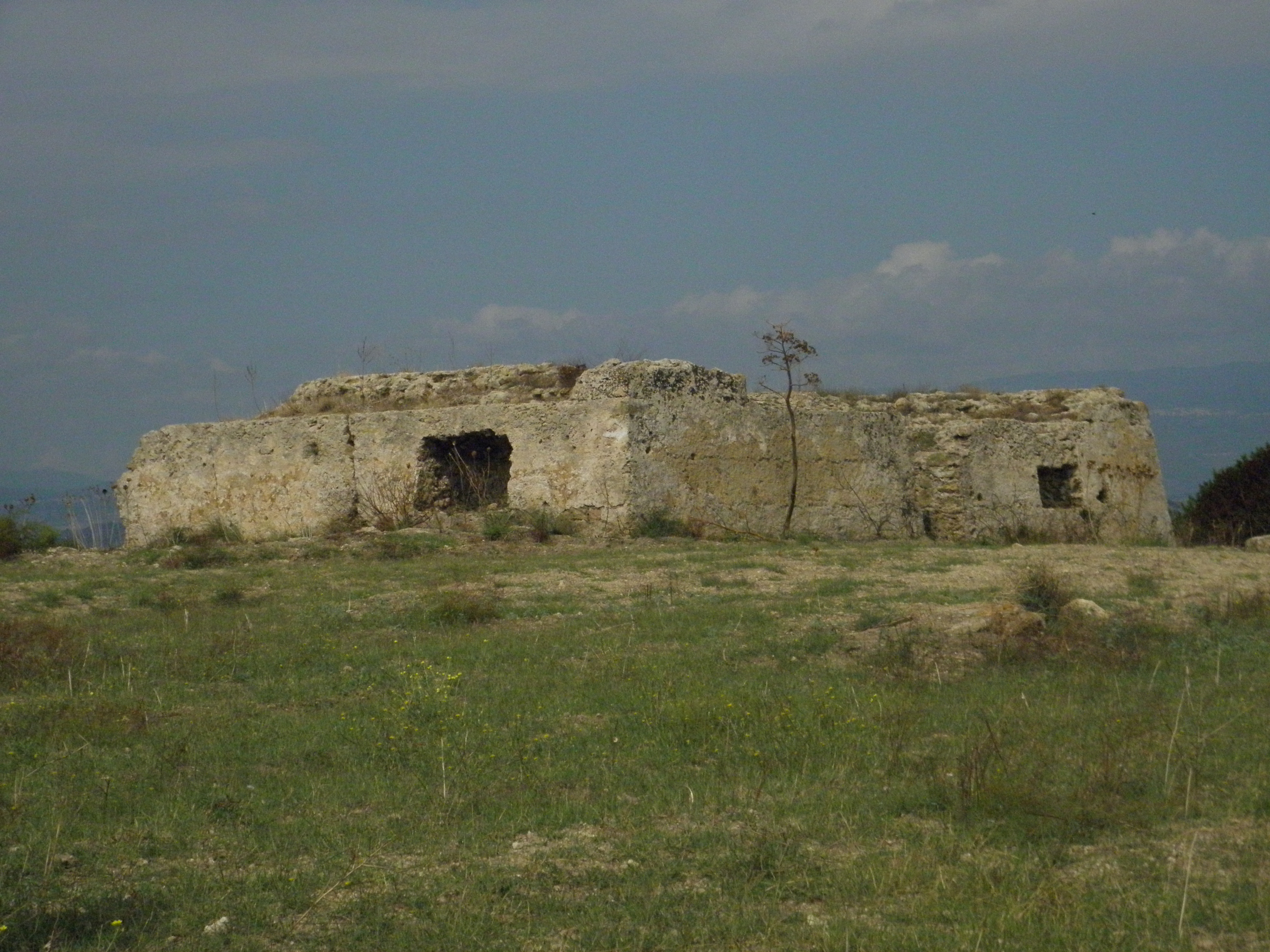
La torre Brasolo
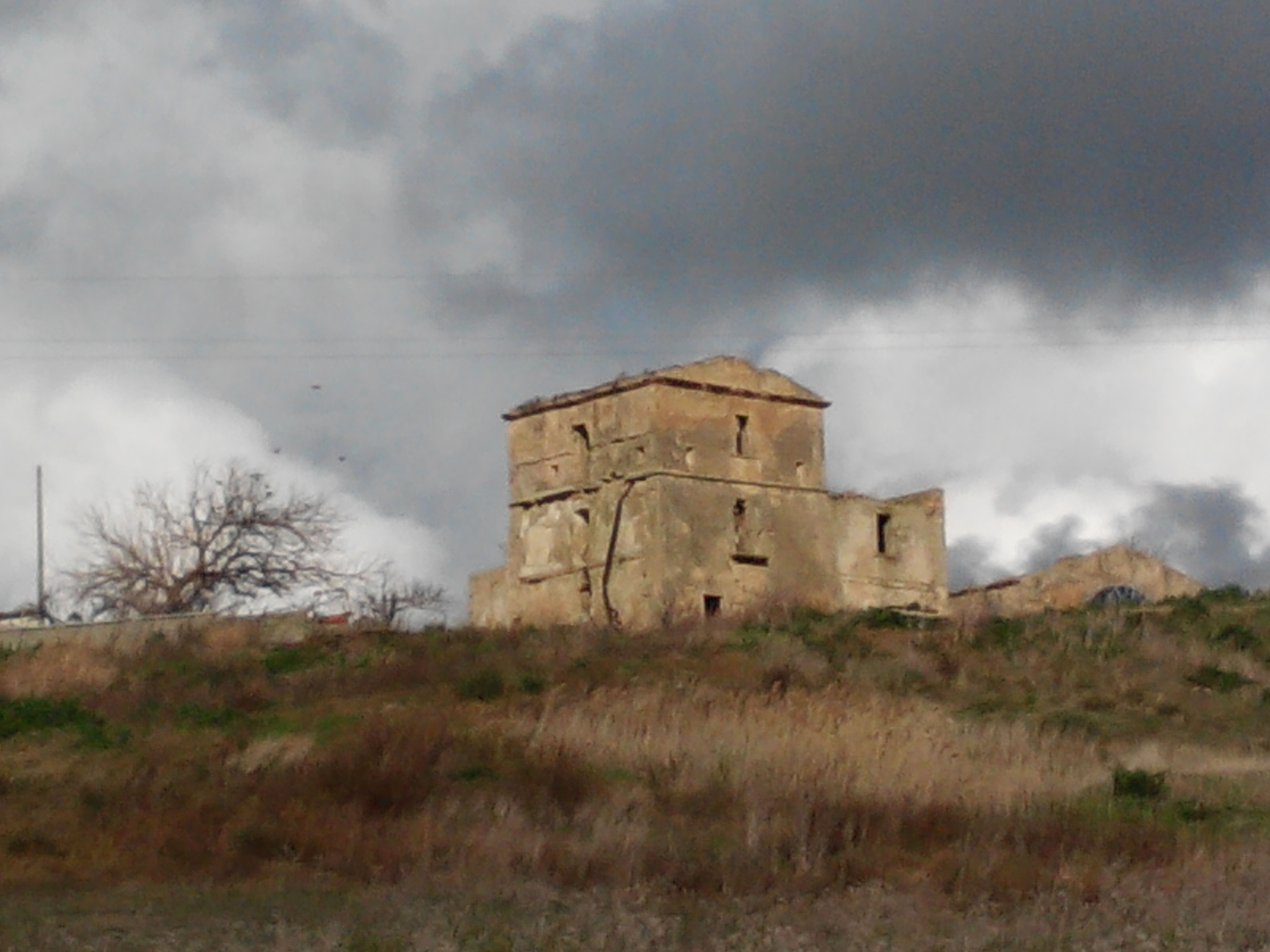
La torre Ritani